# Porter Hall

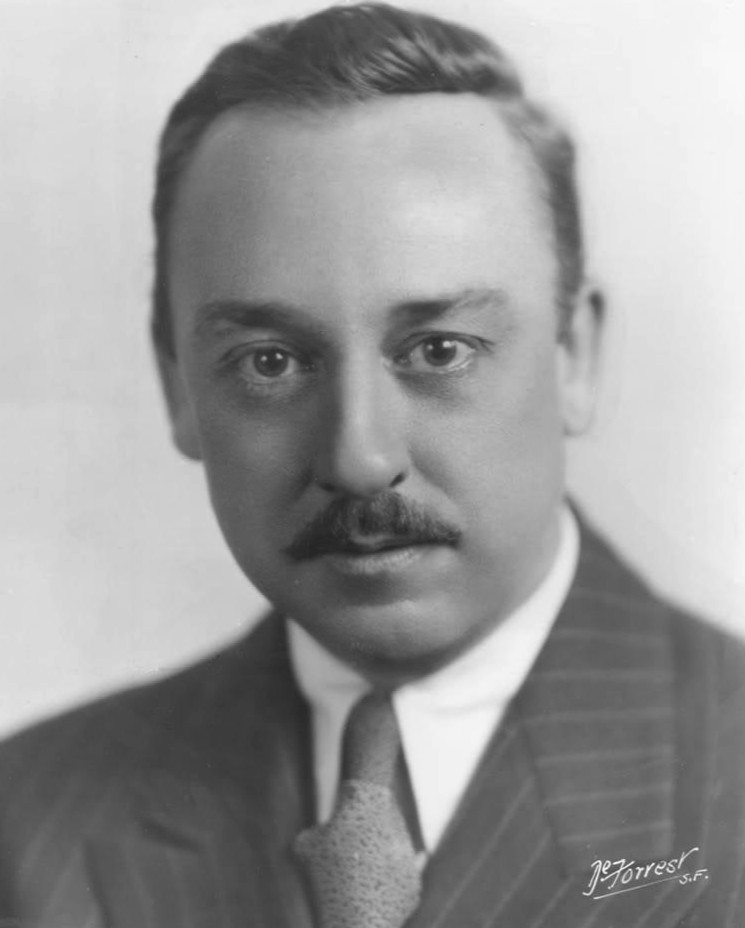
Porter Hall (1930)

Clifford Porter Hall (* 19. September 1888 in Cincinnati, Ohio; † 6. Oktober 1953 in Los Angeles, Kalifornien) war ein US-amerikanischer Film- und Theaterschauspieler.

## Leben
Porter Hall tourte zunächst mit Theaterproduktionen durch die USA. Seit den 1920er-Jahren war Hall am Broadway aktiv. Erst 1931 hatte der 43-jährige seinen ersten Filmauftritt in der Komödie Secrets of a Secretary mit Claudette Colbert. Seinen endgültigen Durchbruch beim Film hatte er vier Jahre später mit der Krimikomödie Der dünne Mann. In den nächsten zwei Jahrzehnten folgten 80 Filme, die ihn zu einem bekannten Charakterdarsteller machten. Hall spielte fortan meistens übermäßig ernste, geizige oder unhöfliche Persönlichkeiten, manchmal sogar den Filmschurken. So war eine seiner bekanntesten Rollen der humorlose Arzt Granville Sawyer im Filmklassiker Das Wunder von Manhattan, der den Weihnachtsmann in die Psychiatrie einweisen will. Privat galt Hall im Gegensatz zu seinen Rollen als freundliche Persönlichkeit. Ein weiterer Widerspruch zu seinem richtigen Leben war auch seine Darstellung eines kaltherzigen Atheisten in Der Weg zum Glück, für die er bei Kritikern großes Lob fand. Im tatsächlichen Leben war er nämlich Diakon in seiner Kirchengemeinde.
Der eher schmächtige Schauspieler mit dem kleinen Kinn und den durchdringenden Augen drehte mit zahlreichen der berühmten Regisseure Hollywoods. Darunter etwa Billy Wilder, bei dem Hall in Frau ohne Gewissen (1944, als zufälliger Mordzeuge in einem Zug) und Reporter des Satans (1951, als Chefredakteur einer Lokalzeitung) jeweils wichtige Nebenrollen übernahm. Auch Preston Sturges ließ Hall in seinen Komödien Sullivans Reisen (1941) und Sensation in Morgan’s Creek (1944) in komödiantischen Rollen auftreten. Weitere Regisseure mit denen Hall drehte, waren beispielsweise Frank Capra bei Mr. Smith geht nach Washington (1939), Howard Hawks bei Sein Mädchen für besondere Fälle (1940) und Cecil B. DeMille bei Die Unbesiegten (1947).
Hall starb mitten in seiner Filmkarriere an einem Herzinfarkt. Sein letzter Film Die Banditeninsel von Karabei wurde nach seinem Tod veröffentlicht. Mit seiner Frau Geraldine war er seit 1927 verheiratet, es war seine einzige Ehe. Sie hatten zwei Kinder namens David und Sarah. Er liegt im Forest Lawn Memorial Park in Hollywood begraben. Regisseur Russ Meyer nannte einen Charakter in seinem Kultfilm Blumen ohne Duft (1970) nach Hall.

## Filmografie (Auswahl)
- 1931: Secrets of a Secretary
- 1934: Der dünne Mann (The Thin Man)
- 1934: Murder in the Private Car
- 1935: The Case of the Lucky Legs
- 1936: Der versteinerte Wald (The Petrified Forest)
- 1936: Louis Pasteur (The Story of Louis Pasteur)
- 1936: Eine Prinzessin für Amerika (The Princess Comes Across)
- 1936: Gefahr! (And Sudden Death)
- 1936: Der Satan und die Lady (Satan Met a Lady)
- 1936: Der General starb im Morgengrauen (The General Died at Dawn)
- 1936: Der Held der Prärie (The Plainsman)
- 1937: Der Mord im Nebel (Bulldog Drummond Escapes)
- 1937: Kein Platz für Eltern (Make Way for Tomorrow)
- 1937: Schiffbruch der Seelen (Souls at Sea)
- 1937: Ein Mordsschwindel (True Confession)
- 1937: Frisco-Express (Wells Fargo)
- 1938: Gefährliche Mitwisser (Dangerous to Know)
- 1938: Bulldog Drummond: Der künstliche Diamant (Bulldog Drummond’s Peril)
- 1939: Musik fürs Leben (They Shall Have Music)
- 1939: Mr. Smith geht nach Washington (Mr. Smith Goes to Washington)
- 1940: Sein Mädchen für besondere Fälle (His Girl Friday)
- 1940: Schwarzes Kommando (Dark Command)
- 1940: Arizona
- 1941: Sullivans Reisen (Sullivan’s Travels)
- 1943: Desperados – Aufruhr der Gesetzlosen (The Desperadoes)
- 1943: Sensation in Morgan’s Creek (The Miracle of Morgan’s Creek)
- 1943: Eine Frau für den Marshall (The Woman of the Town)
- 1944: Stehplatz im Bett (Standing Room Only)
- 1944: Frau ohne Gewissen (Double Indemnity)
- 1944: Der Weg zum Glück (Going My Way)
- 1944: Das Zeichen des Whistler (The Mark of the Whistler)
- 1945: Spionage in Fernost (Blood on the Sun)
- 1945: Weekend im Waldorf (Week-End at the Waldorf)
- 1945: Küsse und verschweig mir nichts! (Kiss and Tell)
- 1947: Das Wunder von Manhattan (Miracle on 34th Street)
- 1947: Singapur (Singapore)
- 1947: Die Unbesiegten (Unconquered)
- 1948: Startbahn ins Glück (You Gotta Stay Happy)
- 1948: Ich heirate dich doch (That Wonderful Urge)
- 1949: The Beautiful Blonde from Bashful Bend
- 1949: Griff in den Staub (Intruder in the Dust)
- 1951: Reporter des Satans (Ace in the Hole)
- 1952: Stärker als Ketten (Carbine Williams)
- 1952: An der Spitze der Apachen (The Half-Breed)
- 1953: Pony-Express (Pony Express)
- 1953: Sittenpolizei (Vice Squad)
- 1954: Die Banditeninsel von Karabei (Return to Treasure Island)